# Mistrovství Československa v krasobruslení 1960
Mistrovství Československa v krasobruslení 1960 se konalo 9. ledna a 10. ledna 1960 v Praze.

## Medaile
| Kategorie      | Zlato                        | Stříbro                      | Bronz                            |
| Muži           | Karol Divín                  | Pavel Fohler                 | Jaromír Holan                    |
| Ženy           | Jana Mrázková                | Jitka Hlaváčková             | Jindra Kramperová                |
| Sportovní páry | Hana Dvořáková Karel Vosátka | Marie Henizová Karel Janouch | Milada Kubíková Jaroslav Votruba |
| Taneční páry   | Eva Romanová Pavel Roman     | Jitka Babická Jaromír Holan  | Zapletalová Hodan                |